# 850 a.C.
L'850 a.C. (DCCCL a.C. in numeri romani) è un anno  del IX secolo a.C.

## Morti
- Osorkon II, faraone egizio